# 阿部翔平
阿部 翔平（あべ しょうへい、1983年12月1日 - ）は、神奈川県出身のサッカー選手、サッカー指導者。ポジションはDF（おもに左サイドバック）。

## 来歴
小学校1年生で黒滝サッカークラブでサッカーを始める。中学校時に地元の横浜フリューゲルスジュニアユースへ推薦を受け、そのままチームが消滅する1998年まで所属した。
船橋市立船橋高等学校へ進学。3年生時にはミッドフィールダーとして背番号10を背負ってキャプテンを務め、第80回全国高等学校サッカー選手権大会にも出場した。筑波大学進学後はディフェンダー（サイドバック）へ転向し、4年生時にはユニバーシアード日本代表に選出された。大学での同期には秋葉陽一、藤本淳吾、中野洋司がいる。
2006年、名古屋グランパスエイトへ入団。当時監督であったフェルフォーセンに見出され、2007年シーズン途中から出場機会を増やしレギュラーとして定着。3バックと4バックを併用する中で主に左サイドバック・サイドハーフでの起用が多かったが、負傷者が続出したチーム事情からセンターバックを務める場面もあった。体格は大きくないながらも高い身体能力で守備をこなし、この年のチームの新人王を獲得した。2007年をもってフェルフォーセンは監督を退任するが、次に監督就任が決まっていたPSVアイントホーフェンに阿部を連れて行くことも検討されていた。
2008年にストイコビッチが監督就任すると、引き続き左サイドバックとしてリーグ戦全34試合に出場した。また、前年まで有村光史が背負っていた背番号6に変更された。6月8日ヤマザキナビスコカップ予選リーグ第6節浦和レッズ戦でプロ入り初ゴールを決めた。12月には日本代表に初招集され、Jリーグアウォーズ優秀選手賞にも選出された。2009年1月のAFCアジアカップ2011 (予選)で代表に選出された。その後も左サイドバックのレギュラーとしてほぼ全試合に出場を続けたが、2013年シーズンをもって契約満了により名古屋を退団した。
2014年1月7日、ヴァンフォーレ甲府への加入が発表された。8月23日のガンバ大阪戦でJリーグ初得点を記録。247試合目での初得点は桑原裕義の244試合を更新するJ1最遅初得点記録となった。
甲府では全試合に左ウイングバックとして先発出場し、2年連続のJ1残留に貢献した。
2015年12月15日、ジェフユナイテッド市原・千葉への完全移籍が発表された。初めてのJ2でのプレーとなる。
2017年3月、ヴァンフォーレ甲府へ期限付き移籍で復帰。5月7日、第10節のジュビロ磐田戦で史上92人目となるJ1通算300試合を達成した。シーズン終了後に完全移籍で甲府に加入した。
2019年2月19日、TOKYO CITY F.C.に完全移籍により加入すると発表された。
2021年12月1日、SHIBUYA CITY FCの選手兼任監督に就任した。
2023年1月8日、SHIBUYA CITY FCの監督に増嶋竜也氏が就任したことに伴い、選手兼任監督が解消。
2023年12月20日、SHIBUYA CITY FCを契約満了で退団することが発表。なお、多大なる貢献により背番号「6」はチームでの永久欠番となる。
2024年2月26日、愛知県知多半島を拠点とするC GROSSO知多に加入した。クラブは知多リーグで全勝し、地区チャンピオンズリーグに出場の末、愛知県社会人サッカーリーグ3部への昇格を決めた。
2025年3月1日、一般社団法人AICHI FOOTBAL ACADMY (AFA) と契約を締結してAFAの活動に携わることになり、併せてAFAが運営する愛知県社会人サッカーリーグ3部の八事FCに加入することになった。
2025年8月17日、自身のInstagramアカウント上で、2025年シーズン限りでのプロサッカー選手引退を表明した。

## 所属クラブ
- 黒滝サッカークラブ（横浜市立菅田小学校[26]）
- 横浜フリューゲルスジュニアユース（横浜市立菅田中学校[26]）
- 船橋市立船橋高等学校
- 筑波大学
- 2006年 - 2013年  名古屋グランパスエイト
- 2014年 - 2015年  ヴァンフォーレ甲府
- 2016年 - 2017年  ジェフユナイテッド市原・千葉
  - 2017年3月 - 同年12月  ヴァンフォーレ甲府（期限付き移籍）
- 2018年  ヴァンフォーレ甲府
- 2019年 - 2023年  TOKYO CITY F.C./SHIBUYA CITY FC
- 2024年  C GROSSO知多
- 2025年  八事FC

## 個人成績
| 国内大会個人成績 | 国内大会個人成績 | 国内大会個人成績 | 国内大会個人成績      | 国内大会個人成績                                 | 国内大会個人成績 | 国内大会個人成績 | 国内大会個人成績 | 国内大会個人成績 | 国内大会個人成績 | 国内大会個人成績 | 国内大会個人成績 |
| 年度             | クラブ           | 背番号           | リーグ                | リーグ戦                                         | リーグ戦         | リーグ杯         | リーグ杯         | オープン杯       | オープン杯       | 期間通算         | 期間通算         |
| 年度             | クラブ           | 背番号           | リーグ                | 出場                                             | 得点             | 出場             | 得点             | 出場             | 得点             | 出場             | 得点             |
| 日本             | 日本             | 日本             | 日本                  | リーグ戦                                         | リーグ戦         | リーグ杯         | リーグ杯         | 天皇杯           | 天皇杯           | 期間通算         | 期間通算         |
| ---------------- | ---------------- | ---------------- | --------------------- | ------------------------------------------------ | ---------------- | ---------------- | ---------------- | ---------------- | ---------------- | ---------------- | ---------------- |
| 2002             | 筑波大           | 20               | -                     | -                                                | -                | -                | -                | 1                | 0                | 1                | 0                |
| 2005             | 筑波大           | 7                | -                     | -                                                | -                | -                | -                | 1                | 1                | 1                | 1                |
| 2006             | 名古屋           | 31               | J1                    | 9                                                | 0                | 3                | 0                | 0                | 0                | 12               | 0                |
| 2007             | 名古屋           | 31               | J1                    | 27                                               | 0                | 5                | 0                | 2                | 0                | 34               | 0                |
| 2008             | 名古屋           | 6                | J1                    | 34                                               | 0                | 8                | 1                | 2                | 0                | 44               | 1                |
| 2009             | 名古屋           | 6                | J1                    | 32                                               | 0                | 1                | 0                | 5                | 0                | 38               | 0                |
| 2010             | 名古屋           | 6                | J1                    | 31                                               | 0                | 6                | 0                | 1                | 0                | 38               | 0                |
| 2011             | 名古屋           | 6                | J1                    | 32                                               | 0                | 2                | 0                | 1                | 0                | 35               | 0                |
| 2012             | 名古屋           | 6                | J1                    | 29                                               | 0                | 3                | 0                | 2                | 0                | 34               | 0                |
| 2013             | 名古屋           | 6                | J1                    | 32                                               | 0                | 5                | 0                | 1                | 0                | 38               | 0                |
| 2014             | 甲府             | 27               | J1                    | 34                                               | 1                | 4                | 0                | 1                | 0                | 39               | 1                |
| 2015             | 甲府             | 27               | J1                    | 33                                               | 1                | 3                | 0                | 0                | 0                | 36               | 1                |
| 2016             | 千葉             | 27               | J2                    | 33                                               | 1                | -                | -                | 1                | 0                | 34               | 1                |
| 2017             | 千葉             | 27               | J2                    | 0                                                | 0                | -                | -                | -                | -                | 0                | 0                |
| 2017             | 甲府             | 27               | J1                    | 24                                               | 1                | 0                | 0                | 1                | 0                | 25               | 1                |
| 2018             | 甲府             | 27               | J2                    | 5                                                | 0                | 4                | 0                | 3                | 0                | 12               | 0                |
| 2019             | 東京C/渋谷C      | 21               | 東京都2部1ブロック    |                                                  |                  | -                | -                | -                | -                |                  |                  |
| 2020             | 東京C/渋谷C      | 21               | 東京都2部3ブロックA組 |                                                  |                  | -                | -                | -                | -                |                  |                  |
| 2021             | 東京C/渋谷C      | 21               | 東京都1部             |                                                  |                  | -                | -                | -                | -                |                  |                  |
| 通算             | 日本             | 日本             | J1                    | 317                                              | 3                | 39               | 1                | 17               | 0                | 373              | 4                |
| 通算             | 日本             | 日本             | J2                    | 38                                               | 1                | 4                | 0                | 4                | 0                | 46               | 1                |
| 通算             | 日本             | 日本             | 東京都1部             | \|\|\|\|colspan="2"\|-\|\|colspan="2"\|-\|\|\|\| |                  |                  |                  |                  |                  |                  |                  |
| 通算             | 日本             | 日本             | 東京都2部1ブロック    | \|\|\|\|colspan="2"\|-\|\|colspan="2"\|-\|\|\|\| |                  |                  |                  |                  |                  |                  |                  |
| 通算             | 日本             | 日本             | 東京都2部3ブロックA組 | \|\|\|\|colspan="2"\|-\|\|colspan="2"\|-\|\|\|\| |                  |                  |                  |                  |                  |                  |                  |
| 通算             | 日本             | 日本             | 他                    | -                                                | -                | -                | -                | 2                | 1                | 2                | 1                |
| 総通算           | 総通算           | 総通算           | 総通算                | 355                                              | 4                | 43               | 1                | 23               | 1                | 421              | 6                |

| 国際大会個人成績 | 国際大会個人成績 | 国際大会個人成績 | 国際大会個人成績 | 国際大会個人成績 |
| 年度             | クラブ           | 背番号           | 出場             | 得点             |
| AFC              | AFC              | AFC              | ACL              | ACL              |
| ---------------- | ---------------- | ---------------- | ---------------- | ---------------- |
| 2009             | 名古屋           | 6                | 8                | 0                |
| 2011             | 名古屋           | 6                | 7                | 0                |
| 2012             | 名古屋           | 6                | 6                | 0                |
| 通算             | AFC              | AFC              | 21               | 0                |

## 代表歴
- 2009年  日本代表